# 冒險
冒险指的是一种非常刺激的、不同寻常的经历。通常是一次很大胆、风险很高、结果无可预料的任务冒险可能是一些会造成身体伤害甚至死亡的高风险活动，比如旅行、探索、跳伞、登山、攀冰、水肺潛水、漂流等，或者是参与一些極限運動。这个词汇也可以用于描述任何具有金融风险、心理风险的企业行为，以及一些人生的重大决定等。

## 动机
冒险经历可以形成心理喚醒，既可以是负面的（如恐惧），也可以是正面的（如心流）。对于一些人来说，冒险是他们一生的主要追求。冒险家安德烈·馬爾羅在他的《人类的现状》（1933年）中说，“人类若不冒险，谈何高贵？”类似地，海倫·凱勒说，“生命不是勇於冒險，就是荒廢生命。”

## 脚注
1. ↑  原文：
2. ↑  原文：